# 苏以昭
苏以昭，江苏人，清末与民国时期工程师。

## 生平
1900年，毕业于山海关北洋铁路官学堂。
1901年9月在上海海关出任助理海关职员（Assistant Postal Clerk），后辞职。
之后任教于山西大学堂西学专斋，讲授数学。1905年7月作为詹天佑属下的工程师参与修建京张铁路。1909年，作为工程师参与修建川汉铁路。1912年，作为工程师参与修建粤汉路湘鄂线。之后任职于江苏省政府，从事土地丈量工作。